# Megumi
Megumi (jap. めぐみ, メグミ) – żeńskie imię japońskie.

## Możliwa pisownia
Megumi można zapisać używając wielu różnych znaków kanji i może znaczyć m.in.:
- 恵, „błogosławieństwo”[1] (występuje też inna wymowa tego imienia: Kei)
- 恵美, „błogosławieństwo, piękno” (występuje też inna wymowa tego imienia: Emi)
- 恵実, „błogosławieństwo, owoc” (jak wyżej)
- 恩, „zobowiązanie”
- 愛, „miłość” (występuje też inna wymowa tego imienia: Ai)

## Znane osoby
- Megumi Asaoka (麻丘めぐみ), japońska piosenkarka i aktorka
- Megumi Fujii (恵), japońska zawodniczka mieszanych sztuk walki
- Megumi Han (めぐみ), japońska seiyū
- Megumi Hayashibara (めぐみ), japońska seiyū i piosenkarka
- Megumi Itabashi (恵), japońska siatkarka
- Megumi Izumi (めぐみ), japońska biathlonistka
- Megumi Kurihara (恵), japońska siatkarka
- Megumi Matsumoto (恵), japońska seiyū
- Megumi Murakami (愛), japońska piosenkarka
- Megumi Nakajima (愛), japońska seiyū i piosenkarka
- Megumi Odaka (恵美), japońska seiyū
- Megumi Okina (恵), japońska aktorka i piosenkarka
- Megumi Ogata (恵美), japońska piosenkarka i seiyū
- Megumi Tachikawa (恵), japońska mangaka
- Megumi Toyoguchi (めぐみ), japońska seiyū
- Megumi Urawa (めぐみ), japońska seiyū

## Fikcyjne postacie
- Megumi Aino (めぐみ) / Cure Lovely, bohaterka mangi i anime Happiness Charge Pretty Cure!
- Megumi Amano (恵), bohaterka mangi i OVA Urotsukidōji
- Megumi Amatsuka (恵), bohaterka mangi i anime GJ-bu
- Megumi Ayase (めぐみ), bohaterka mangi i anime Mahou no Tenshi Creamy Mami
- Megumi Etō (惠), bohaterka serii Battle Royale
- Megumi Fujishima (慈), bohaterka mobilnej aplikacji Link! Like! Love Live!(inne języki)
- Megumi Fushiguro, bohater mangi i anime Jujutsu Kaisen
- Megumi Minami (恵), bohaterka mangi i anime Tantei Gakuen Q
- Megumi Misaki (めぐみ), bohaterka serialu tokusatsu Chōjū Sentai Liveman
- Megumi Momono (恵), bohaterka mangi i anime Mahoraba ~Heartful Days~
- Megumi Morisato (恵), bohaterka mangi i anime Oh! My Goddess
- Megumi Noda (恵), bohaterka serii Nodame Cantabile
- Megumi Ōmi (恵), bohaterka mangi i anime Zatch Bell!
- Megumi Reinard (メグミ), bohaterka mangi i anime Nadesico
- Megumi Sagano (恵), bohaterka serii School Rumble
- Megumi Sakura (慈), bohaterka mangi i anime Szkolne życie!
- Megumi Shimizu (清), bohaterka mangi i anime Shiki
- Megumi Shitō (恵), bohaterka serii RahXephon
- Megumi Takani (恵), bohaterka mangi i anime Rurōni Kenshin
- Megumi Yoshikawa (恵), bohaterka mangi i anime Princess Princess